# Старики (Дубенский район)
Старики (укр. Старики) — село в Радивиловской городской общине Дубенского района Ровненской области Украины.
До 2020 года входило в Радивиловский район.
Население по переписи 2001 года составляло 198 человек. Почтовый индекс — 35550. Телефонный код — 3633. Код КОАТУУ — 5625880404.